# Arkadiusz Kowalski
Arkadiusz Kowalski (ur. 18 czerwca 1985 w Zabrzu) – polski piłkarz ręczny, występujący na pozycji rozgrywającego.

## Życiorys
Jest wychowankiem SMS Zabrze. W 2004 roku zadebiutował w barwach MOSiR Zabrze w ekstraklasie w wygranym 32:23 spotkaniu z Gwardią Opole. W barwach MOSiR rozegrał 20 meczów w ekstraklasie, a w 2005 roku jego klub spadł z ligi. W 2007 roku Kowalski został zawodnikiem Olimpii Piekary Śląskie, w której występował do 2010 roku. Następnie został zawodnikiem Powenu Zabrze. W 2011 roku awansował z klubem do Superligi i w latach 2011–2013 wystąpił w 40 spotkaniach ligowych. W sezonie 2013/2014 występował w Virecie Zawiercie. W latach 2014–2019 grał w Olimpii Piekary Śląskie, a następnie w Zagłębiu Sosnowiec.
Jest szkoleniowcem juniorów w Górniku Zabrze. W 2021 roku pod jego wodzą juniorzy młodsi Górnika zdobyli mistrzostwo Polski.
W 2014 roku otrzymał Brązową Odznakę ZPRP „Za zasługi dla piłki ręcznej”.